# Fernando Riera
Fernando Riera Bauzá (Santiago de Chile, 1920. június 27. – Santiago de Chile, 2010. szeptember 23.) spanyol-katalán származású chilei labdarúgó, csatár, edző.

## Pályafutása
1937–38-ban az Unión Española, 1939 és 1950 között az Universidad Católica, 1950 és 1952 között a francia Stade de Reims, 1953-ban a venezuelai Vasco CCS, 1953–54-ben a francia Rouen labdarúgója volt.
1942 és 1950 között 17 alkalommal szerepelt a chilei válogatottban és négy gólt szerzett.
1954 és 1989 között edzőként tevékenykedett. 1958 és 1962 között a chilei válogatott szövetségi kapitánya volt. Chilén kívül dolgozott Portugáliában, Spanyolországban, Franciaországban, Mexikóban és Argentínában.